# Parafia Miłosierdzia Bożego w Trenton
Parafia Miłosierdzia Bożego w Trenton (ang. Divine Mercy Parish) – parafia rzymskokatolicka położona w Trenton w stanie New Jersey w Stanach Zjednoczonych.
Jest ona wieloetniczną parafią w diecezji Trenton, z mszą św. w j. polskim dla polskich imigrantów.
Ustanowiona w 2005 roku i dedykowana Miłosierdziu Bożemu.
Powstała z połączenia parafii św. Stanisława, parafii Świętego Krzyża i parafii Świętych Apostołów Piotra i Pawła.

## Szkoły
- Holy Cross School

## Nabożeństwa w j. polskim
- Niedziela – 12:30